# Partido do Povo Brasileiro
Partido do Povo Brasileiro, ou PPB, foi uma sigla partidária brasileira liderada, de 1985 a 1990, por Antônio Pedreira. Décadas depois, Antônio se envolveria no Escândalo do Mensalão.

## Trajetória eleitoral
Sua estreia eleitoral foi em novembro de 1985, nas eleições municipais para prefeito das capitais e cidades consideradas de segurança nacional
Antônio Pedreira concorreu à prefeitura da cidade do Rio de Janeiro, utilizando seus programas para atacar os rivais na campanha. Receberia 4.789 votos (0,2%), ficando em 16º lugar entre os 19 prefeituráveis (Clemir Ramos, do PDC, abandonou a disputa).
Na eleição municipal de São Paulo, lançou o radialista Pedro Geraldo Costa, que havia concorrido à prefeitura da capital paulista 20 anos antes, como postulante à chefia do executivo municipal. O candidato obteve 27.889 votos, ficando em 6º lugar.
Em 1986, apoiou a candidatura vitoriosa de Moreira Franco ao governo estadual. Nas eleições para a Assembleia Constituinte, entretanto, o partido não conseguiu eleger nenhum candidato, enquanto que, na briga por uma vaga no Senado, Pedreira ficou em 12º lugar, com 154.095 votos. Apoiou, ainda, a candidatura de Paulo Maluf na eleição municipal de 1988.
Antônio Pedreira, que faleceu em outubro de 2013 num acidente automobilístico, foi um dos três candidatos negros a disputar as eleições presidenciais de 1989 (assim como Marronzinho, do PSP, e Armando Corrêa, do PMB, que desistiria da candidatura posteriormente). Em sua campanha, dizia ser o único candidato a manifestar apoio ao então presidente José Sarney, ao mesmo tempo que criticava seus rivais, fato que renderia diversas punições do TSE e chegando, inclusive, a ter o programa suspenso durante 8 dias.
À véspera da eleição, Pedreira disse à imprensa que fora sequestrado e mantido por 2 dias em cativeiro. A imprensa, no entanto, ironizou a versão do candidato e veiculou declarações de integrantes do partido admitindo que Pedreira forjara o sequestro apenas para promover sua candidatura. Nas urnas, fica em penúltimo lugar, com apenas 86 107 votos. O partido viria a ser extinto em 1990, após não ter cumprido as exigências para obter o registro definitivo junto ao TSE.
Ainda no ano de 1990, tentou se fundir com o PDCdoB, porém teve seu pedido negado pelo TSE.
A sigla "PPB" seria reutilizada, de 1995 a 2003, pelo Partido Progressista Brasileiro (atual Progressistas), não mantendo, entretanto, nenhuma relação com o partido de Pedreira. Seu número eleitoral, o 16, também seria reutilizado pelo, igualmente não-relacionado, Partido Socialista dos Trabalhadores Unificado.

## Desempenho Eleitoral

### Eleições presidenciais
| Ano  | Imagem | Candidato a Presidente | Candidato a Vice-Presidente | Coligação     | Votos          | Posição |
| ---- | ------ | ---------------------- | --------------------------- | ------------- | -------------- | ------- |
| 1989 |        | Antônio Pedreira (PPB) | Orestes Alves (PPB)         | Sem coligação | 86.107 (0,13%) | 20º     |

## Logotipos
O partido utilizou 3 logos diferentes durante sua história.

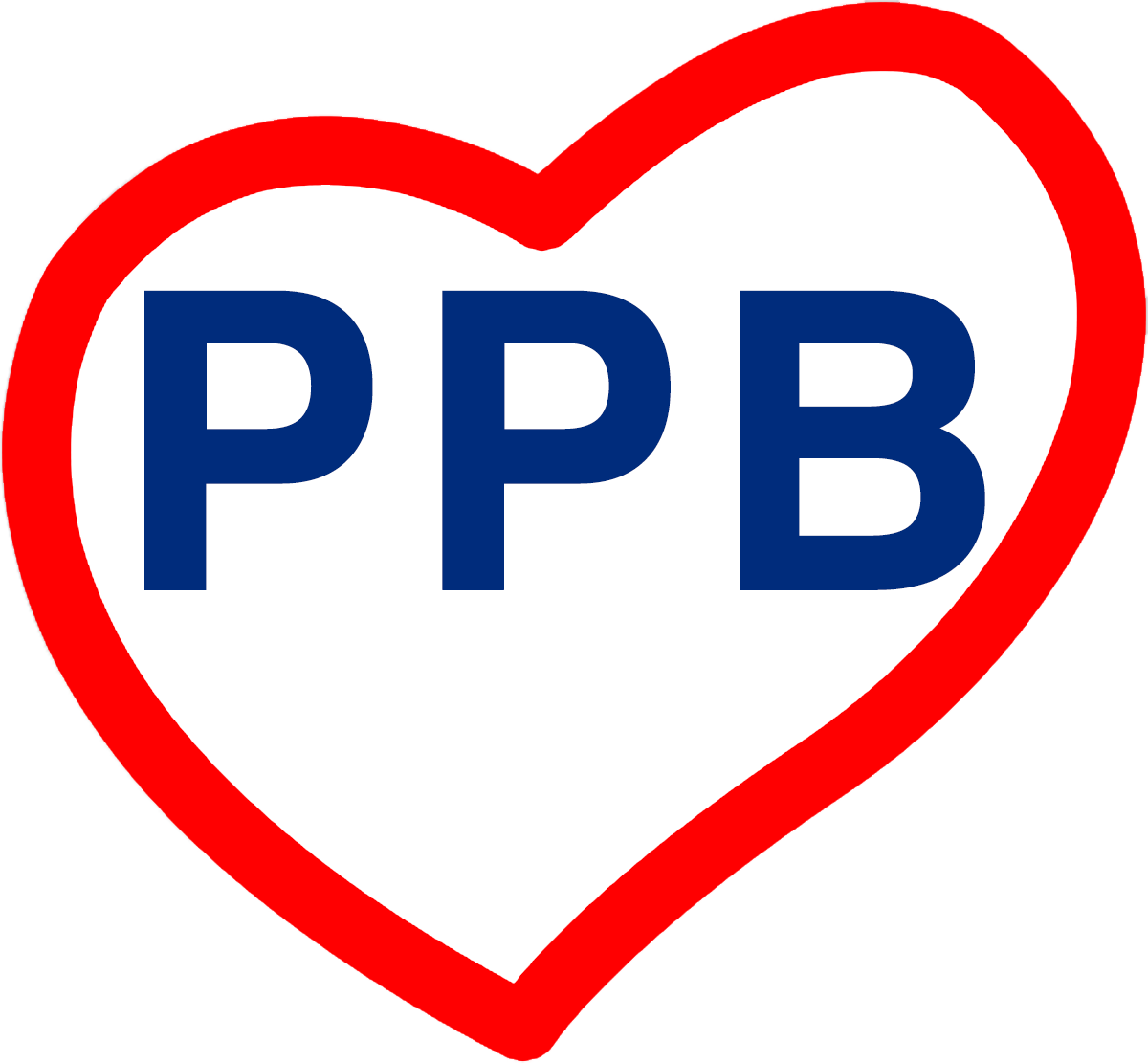
Logo principal do partido.
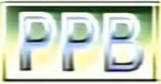
Logo do partido utilizada durante a campanha presidencial de Antônio Pedreira em 1989.
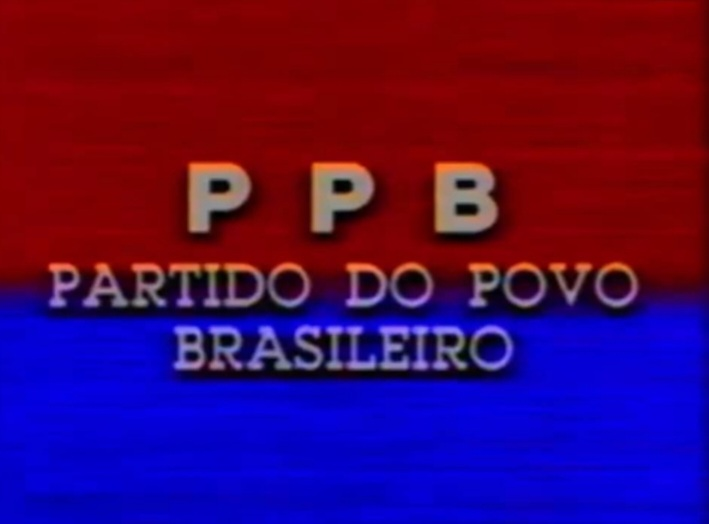
Versão alternativa da logo do partido.